# Tarsalanjärvi
Tarsalanjärvi är en sjö i kommunen S:t Michel i landskapet Södra Savolax i Finland. Sjön ligger 104,8 meter över havet. Arean är 61 hektar och strandlinjen är 7,01 kilometer lång. Sjön  ingår i Vuoksens huvudavrinningsområde.   Den ligger nära S:t Michel och omkring 210 kilometer nordöst om Helsingfors. 